# حسن دنیزیاران
حسن دنیزیاران (به ترکی استانبولی: Hasan Denizyaran)، (زاده ۲۴ ژوئیه ۱۹۹۳، ازمیر) یک هنرپیشه اهل ترکیه است.

## زندگی‌نامه
وی در ۲۴ ژوئیه (ژوئیه) ۱۹۹۳ در ازمیر زاده شد. دنیزیاران، فارغ‌التحصیل رشته نمایش و بازیگری دانشگاه آیدین استانبول، کار خود را به عنوان مدل آغاز کرد. او پس از بازی در تبلیغات مختلف، در سریال تلویزیونی Hayat Sevince Güzel در سال ۲۰۱۶ نامی برای خود دست و پا کرد. او در سال ۲۰۱۷ با فیلم «4N1K» به کارگردانی دنیز جوشکون، اقتباسی از رمانی به همین نام اثر بوشرا ییلماز، پا به دنیای سینما گذاشت.

## فیلم‌شناسی
| سال        | نام فیلم/سریال     | نقش              | موضوع            |
| ---------- | ------------------ | ---------------- | ---------------- |
| ۲۰۱۶       | زندگی با عشق قشنگه | ارکان ییلدیز     | مجموعه تلویزیونی |
| ۲۰۱۷       | 4N1K               | علی تکلی اوغلو   | فیلم سینمایی     |
| ۲۰۱۸       | الیف               | آکین             | مجموعه تلویزیونی |
| ۲۰۱۹       | کی بیشتر خوشبخته؟  | سینان            | فیلم سینمایی     |
| ۲۰۱۹       | عشق مرفه           | اوعور            | مجموعه تلویزیونی |
| ۲۰۲۱       | اینه داستان من     | پامیر            | سریال اینترنتی   |
| ۲۰۲۲-اکنون | گرگ تنها           | آلتای کورت اوغلو | مجموعه تلویزیونی |